# الیرهایلایگن ایم مولکریس
الیرهایلایگن ایم مولکریس (به آلمانی: Allerheiligen im Mühlkreis) یک سکونتگاه مسکونی در اتریش است که در Perg District واقع شده‌است.

## خصوصیات
الیرهایلایگن ایم مولکریس ۲۰٫۲ کیلومترمربع مساحت دارد ۵۷۰ متر بالاتر از سطح دریا واقع شده‌است.